# Kirill Nababkin
Bản mẫu:Eastern Slavic name
Kirill Anatolyevich Nababkin (tiếng Nga: Кирилл Анатольевич Набабкин; sinh ngày 8 tháng 9 năm 1986) là một cầu thủ bóng đá người Nga thi đấu cho câu lạc bộ tại Giải bóng đá ngoại hạng Nga CSKA Moskva và đội tuyển quốc gia Nga. Anh thường chơi ở vị trí hậu vệ phải, nhưng cũng có thể đảm nhiệm vị trí hậu vệ trái và tiền vệ trái.

## Sự nghiệp
Nabakin bắt đầu sự nghiệp trẻ cùng với F.K. Moskva. Vào tháng 12 năm 2009 anh rời khỏi câu lạc bộ và ký hợp đồng với kình địch CSKA Moskva. Anh gia nhập câu lạc bộ mới theo dạng tự do.

## Quốc tế
Ngày 25 tháng 5 năm 2012, lần đầu tiên anh được triệu tập vào Đội tuyển bóng đá quốc gia Nga, có tên trong đội hình thi đấu Giải vô địch bóng đá châu Âu 2012, thay cho Roman Shishkin. Anh ra mắt tại đội tuyển quốc gia vào ngày 1 tháng 6 năm 2012 trong trận giao hữu với Ý.

## Thống kê sự nghiệp
Tính đến 14 tháng 5 năm 2018 
| Câu lạc bộ          | Div                 | Mùa giải            | Giải vô địch | Giải vô địch | Cúp     | Cúp       | Châu Âu | Châu Âu   | Tổng cộng | Tổng cộng |
| Câu lạc bộ          | Div                 | Mùa giải            | Số trận      | Bàn thắng    | Số trận | Bàn thắng | Số trận | Bàn thắng | Số trận   | Bàn thắng |
| ------------------- | ------------------- | ------------------- | ------------ | ------------ | ------- | --------- | ------- | --------- | --------- | --------- |
| F.K. Moskva         | D1                  | 2005                | 7            | 0            | 2       | 0         | —       | —         | 9         | 0         |
| F.K. Moskva         | D1                  | 2006                | 6            | 0            | 2       | 0         | —       | —         | 8         | 0         |
| F.K. Moskva         | D1                  | 2007                | 8            | 0            | 4       | 0         | —       | —         | 12        | 0         |
| F.K. Moskva         | D1                  | 2008                | 15           | 0            | 1       | 0         | 4       | 0         | 20        | 0         |
| F.K. Moskva         | D1                  | 2009                | 28           | 0            | 4       | 0         | —       | —         | 32        | 0         |
| F.K. Moskva         | Tổng cộng           | Tổng cộng           | 64           | 0            | 9       | 0         | 4       | 0         | 77        | 0         |
| P.F.K. CSKA Moskva  | D1                  | 2010                | 13           | 0            | —       | —         | 4       | 0         | 17        | 0         |
| P.F.K. CSKA Moskva  | D1                  | 2011–12             | 34           | 0            | 5       | 0         | 9       | 0         | 48        | 0         |
| P.F.K. CSKA Moskva  | D1                  | 2012–13             | 19           | 0            | 5       | 0         | 2       | 0         | 26        | 0         |
| P.F.K. CSKA Moskva  | D1                  | 2013–14             | 17           | 0            | 1       | 0         | 5       | 0         | 23        | 0         |
| P.F.K. CSKA Moskva  | D1                  | 2014-15             | 21           | 1            | 4       | 0         | 2       | 0         | 27        | 1         |
| P.F.K. CSKA Moskva  | D1                  | 2015-16             | 13           | 2            | 4       | 0         | 6       | 0         | 23        | 2         |
| P.F.K. CSKA Moskva  | D1                  | 2016-17             | 7            | 0            | 1       | 0         | 2       | 0         | 10        | 0         |
| P.F.K. CSKA Moskva  | D1                  | 2017-18             | 19           | 0            | 1       | 0         | 6       | 1         | 26        | 1         |
| P.F.K. CSKA Moskva  | Tổng cộng           | Tổng cộng           | 143          | 3            | 21      | 0         | 36      | 1         | 200       | 4         |
| Tổng cộng sự nghiệp | Tổng cộng sự nghiệp | Tổng cộng sự nghiệp | 207          | 3            | 30      | 0         | 40      | 1         | 277       | 4         |

- Cup games include Super Cup appearances

## Danh hiệu
CSKA Moskva
- Giải bóng đá ngoại hạng Nga (3): 2012–13, 2013–14, 2015–16
- Cúp quốc gia Nga (2): 2010–11, 2012–13
- Siêu cúp bóng đá Nga (2): 2013, 2014